# Janneke van Tienen
Janneke van Tienen (Mill, 29 mei 1979) is een voormalig Nederlands volleybalspeelster.
Van 2001 tot 2012 speelde ze als libero 343 interlands voor het Nederlands nationaal volleybalteam. 
In 2007 won Van Tienen goud op de FIVB World Grand Prix.